# Iván Werning
Iván Werning (* 20. Juni 1974) ist ein argentinischer Ökonom und Professor für Volkswirtschaftslehre am Massachusetts Institute of Technology. 2008 wurde Werning als einer von acht Top-Nachwuchsökonomen durch den Economist erwähnt, insbesondere die theoretische Pionierarbeit Wernings wie auch seine Bemühungen, die Gedanken des britischen Mathematikers Frank P. Ramsey mit denen des schottischen Ökonomen James Mirrlees zu synthetisieren.

## Ausbildung
Nachdem er die akademischen Grade eines B.A. von der Universidad de San Andrés und eines M.A. in Volkswirtschaftslehre von der Universidad Torcuato di Tella erhalten hatte, wechselte Werning von Argentinien in die Vereinigten Staaten an die University of Chicago. Dort promovierte er 2002 unter den Doktorvätern Fernando Alvarez, Gary S. Becker, Robert E. Lucas, Jr. und Pierre-André Chiappori mit der Dissertation Optimal Dynamic Taxation („Optimale Dynamische Besteuerung“).

## Beruflicher Werdegang
Nachdem ihm die University of Chicago 2002 seinen Ph.D. in VWL verliehen hatte, nahm Werning eine Stelle als Assistant Professor an der Abteilung für VWL des Massachusetts Institute of Technology (MIT) an. Parallel arbeitete Werning von 2005 bis 2006 als Visiting Scholar bei der Filiale der Federal Reserve Bank in Minneapolis und als Gastprofessor für VWL an der Harvard University. Schließlich wurde er 2007 durch das MIT zum Associate Professor für VWL und 2008 zum vollwertigen Professor für VWL befördert. Daneben arbeitet Werning seit 2002 als Research Fellow am National Bureau of Economic Research (NBER).
2015 wurde Werning in die American Academy of Arts and Sciences gewählt.

## Forschung
Gemäß der wirtschaftswissenschaftlichen Publikationsdatenbank IDEAS gehört Werning im Gesamtranking zu den 5 % der forschungsstärksten Ökonomen (Rang 1579). Der am meisten zitierteste Artikel Wernings trägt den Titel "Crises and Prices: Information Aggregation, Multiplicity and Volatility" (2006) und wurde zusammen mit George-Marios Angeletos verfasst. In diesem Artikel untersuchen Angeletos und Werning welche Rolle endogene Information in Wirtschaftskrisen spielt. Das Ergebnis dieser Analyse ist, dass die Präzision endogener öffentlicher Information mit der Genauigkeit exogener privater Information zunimmt.

## Artikel (Auswahl)
- Angeletos, George-Marios, Iván Werning (2006): Crises and Prices: Information Aggregation, Multiplicity, and Volatility, in: The American Economic Review, Vol. 96, Nr. 5, S. 1720–1736.